# 統合売上税
統合売上税 (Harmonized Sales Tax, HST)は、カナダにおいて、物品サービス税 (GST) と、州売上税 (PST) を併せた、単体の売上税である。
  HSTの導入は、現在では世界中のほとんどの経済社会で廃止されたcascading tax systemを採用していたPSTを、GSTのような消費税に変化させた。(Cascading tax systemとは、生産者から消費者に到るまで、全ての過程における金銭のやりとりに税金をかけるシステムである。)
GSTやPSTと同じように、統合売上税も逆進税 (regressive tax) である。
個人に対する税制度全体の累進性を確保するため、カナダや他国では、所得税の縮小、低所得層への直接給付 (還付可能な税額控除)などを行い、貧困層に税金の重荷が、より少なくなるようになっている。
経済学者は、この変更を支持し、研究により増減税額は同額とされているが、世論調査では82%のブリティッシュコロンビア州民が反対し、74%のオンタリオ州民が、HST導入前に反対していた。

## 背景
2010年7月1日、ブリティッシュコロンビア州とオンタリオ州において、PSTに替わり、HSTが導入された。PSTは、130カ国以上とカナダの他4州で廃止されたcascading taxだった。 相当数の研究から、税の統合はビジネスへの投資を興隆させ、PSTのような税体系は州の経済成長を減速させることが示されていた。 2008年の予算演説で、首相のスティーヴン・ハーパーはHSTを、「小売売上税を採用している州がカナダ企業の競争力を向上させる可能性がある最も重要なステップ」と評した。
1996年、３つのカナダ大西洋諸州 (Atlantic Canada)  (ニューブランズウィック州、ニューファンドランド・ラブラドール州、ノバスコシア州)は、連邦政府と共同でHSTの導入し、税率を8%(GST 7%と併せると売上税全体で15%)とした。HSTはカナダ歳入庁 (Canada Revenue Agency) によって集められ、各州に送金される。2006年7月1日には、GSTは6%に下がり HSTは14%に、2008年1月1日には5%に下がったため、その結果HSTは13%になった。2010年4月6日、ノバスコシア州政府はHSTの州側の割合を上げ、HSTの税率を15%にし、2010年7月1日から発効した。
東部州のHST導入は、HSTに変えると消費者物価が下落することを実証した。 ポール・マーティン政権のタスクフォースも「大西洋カナダ諸州で売上税を統合した時点で、商品物価が下落した」ことを発見した。

## 構造
2009年3月26日、当該年度予算において、オンタリオ州は、2010年7月1日にPSTとGSTを統合することを発表した。
ブリティッシュコロンビア州の売上税 (sales taxes in British Columbia) も同様に、2010年7月1日にPSTとGSTを統合する形で再構築された。
HSTへの組み換えは、売上税の歳入が伸びない中、より能率的な税体系を作る試みだった。税体系全体の累進性を維持するため、連邦政府は、2009-2010年度のために、大人は最大$248、子供は最大$130の低所得者層向けの還付可能な「GSTクレジット」を提供した。オンタリオ州は、2010-2011年度用に、成人・未成年問わず一人最大$260の還付可能な「オンタリオ売上税クレジット」(OSTC)を低所得者層から中間層向けに提供し、ブリティッシュコロンビア州は「B.C. HSTクレジット」を最大$230提供する。連邦と州のクレジットは、一年の間、季節ごとに4回支払われる。ニューファンドランド・ラブラドール州は、還付可能なクレジットを大人は最大$40、子供は最大$60で提供する。

### 影響する項目
- ブリティッシュコロンビア州では、以前GSTが課税されていたガソリンやディーゼルの燃料には、HST導入後課税されなくなった。[2] 反対にオンタリオ州では、HST導入に際し、ガソリンとディーゼルへの税率を5%から13%に増加させた。[21] 加えて、自動車燃料とディーゼルに対する7%の州税は、ブリティッシュコロンビア州では返金の対象になっている。[20]
- 理髪からカーペットクリーニングまで、5%のGSTだけが課税されていた。[22] オンタリオ州では、4ドルを下回る新聞・ファーストフードの購入には、HSTのうち州課税分を免税している。[16]
- In Ontario, a rebate compensating for the HST will leave the first $400,000 of a new home purchase unaffected whereas the portion of a home above $400,000 will be charged the full HST.[訳語疑問点][23]

### Exemptions
- Both provinces made such household goods as children's clothing and shoes, car seats, diapers and feminine hygiene products HST exempt.[24]
- In British Columbia, the HST will not extend to local public transit fares, BC ferry tickets, or bridge and road tolls.[20]